# 홍근하
홍근하(1973년 10월 10일 ~ )는 대한민국의 배우이다.

## 드라마
- 2003년 SBS 드라마스페셜 《선녀와 사기꾼》
- 2003년 MBC 단막드라마 《아르곤》
- 2011년 MBC 특집드라마《나는 살아있다》- 한영기 역
- 2021년 KBS2 일일드라마 《미스 몬테크리스토》

## 영화
- 2002년 《긴급조치 19호》- 부관 2역
- 2004년 《달마야 서울 가자》- 응급요원 역
- 2005년 《마파도》- 경찰 2 역
- 2009년 《장례식의 멤버》- 강의실 대학생들 역
- 2015년 《나의 절친 악당들》- 여정 운전기사 역

## 광고
- 2000년 : 네띠앙